# Гущак малий
Гущак малий (Atrichornis rufescens) — вид горобцеподібних птахів родини гущакових (Atrichornithidae).

## Поширення
Ендемік Австралії. Відомо два ізольованих локалітети — на північному сході Нового Південного Уельсу і південному сході Квінсленду.

## Біологія
Гущак малий мешкає у дощовому тропічному лісі та вологому евкаліптовому лісі на висоті понад 600 м над рівнем моря. Птах шукає їжу у лісовій підстилці. Живиться комахами, молюсками, хробаками тощо.

## Охоронний статус
До середини XX століття птах опинився на межі зникнення. У 1980-х роках загальна популяція виду становила 2500 гніздових пар. Завдяки програмі збереження чисельність гущака малого почала збільшуватися і за оцінкою у 2012 року популяція збільшилася до 12 тис. пар.